# Living Museum

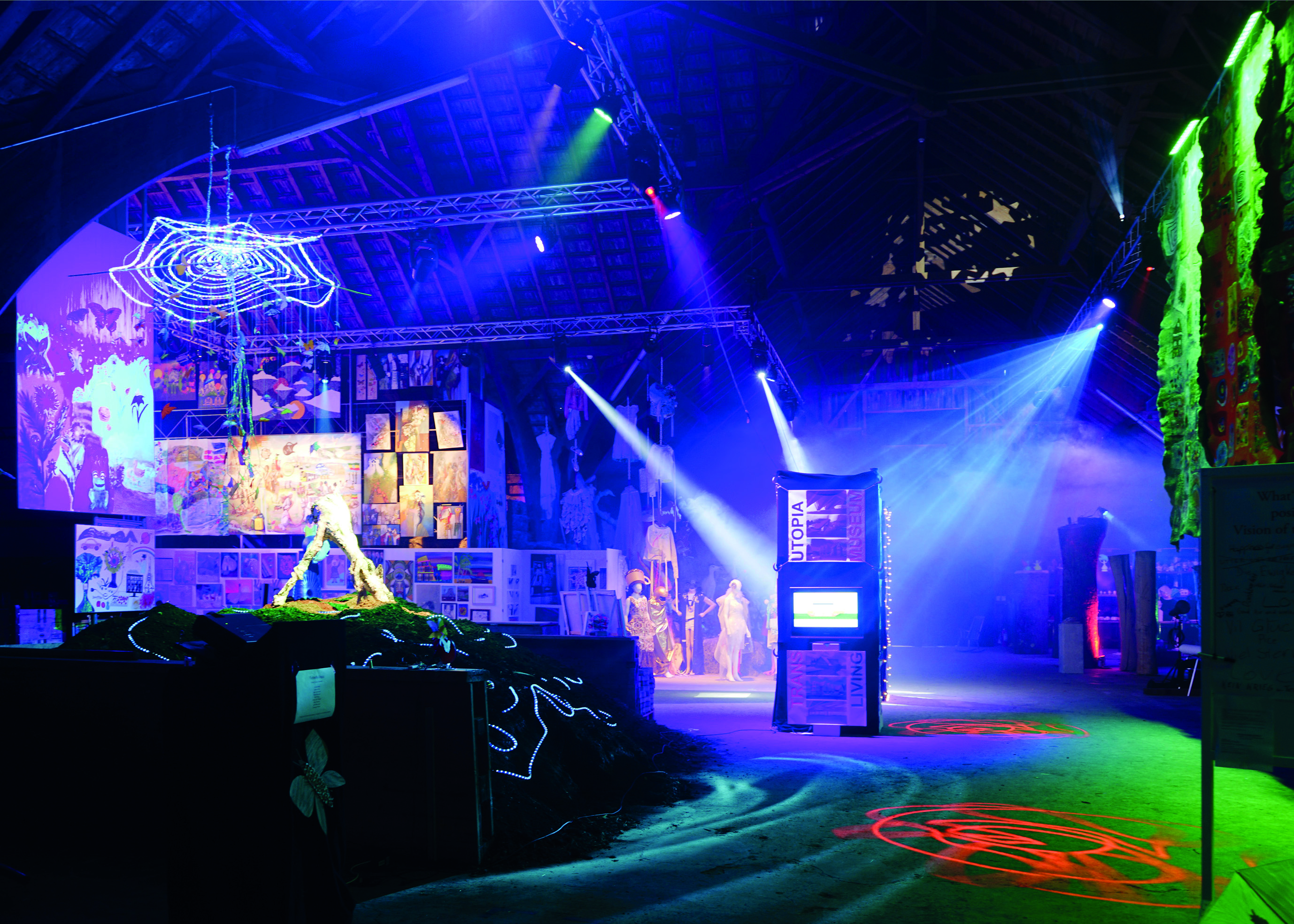
TransUtopia Exhibition, Wil, CH, 2017

Das Living Museum ist eine Bewegung, die sich der Verbreitung von Kunstasylen für psychisch kranke Menschen nach dem Vorbild des ersten Living Museums in Queens, New York, widmet. Authentische Kunst wird darin gleichzeitig geschaffen und ausgestellt. Es widmet sich der Schönheit von Kunst und der Heilung. Ziel ist die Identitätsveränderung vom psychisch Kranken zum Künstler in einer Atmosphäre von Gemeinschaft, Solidarität und Kreativität. Träger dieser Bewegung ist der Living Museum Verein Schweiz.

## Geschichte
Das Living Museum wurde 1983 von  Janos Marton, einem ungarischen Künstler und Psychologen, und Bolek Greczynski, einem Künstler aus Polen, gegründet. Beeinflusst waren sie von der europäischen Art-brut-Szene, z. B. der Prinzhorn-Sammlung in Heidelberg und dem Haus der Künstler in Gugging in Klosterneuburg bei Wien. Als Gebäude für das Living Museum haben Marton und Greczynski von der Klinikleitung des Creedmoor Psychiatric Center in Queens, New York auf dem weitläufigen Klinikareal ein  verlassenes Restaurationsgebäude zur Verfügung gestellt bekommen, welches ehemals eine riesige Küche und 20 Speisesäle für 1000 Patienten beherbergte. Sie renovierten es und füllten es nach und nach mit Leben und  Kunst.
Der Living Museum Verein wurde am 8. Juli 2013 von Magdalena Steinemann, Rose Ehemann, die in den Living Museums in Wil und New York mitgearbeitet haben, und Daniel Schwarz, Leiter der Tagesstätte der Heimstätten in Wil, den gemeinnützigen Living Museum Verein mit Sitz in Wil, Schweiz. Der Verein bezweckt die Förderung der Living Museum Idee (Kunstmuseum und Arbeitsstätte für psychisch beeinträchtigte Personen, Senioren sowie Künstler) und den Aufbau von Living Museum Projekten in der Schweiz.

## Konzept
Dem Living Museum als künstlerisches Konzept liegt eine Performance zugrunde, in der alles im Wandel und immerwährender Transformation ist. Sowohl alle Mitglieder darin wie auch die Werke befinden sich im Wachstum. Individuelle Eigenheiten, die einen in der Gesellschaft zum Außenseiter machen, werden im Living Museum zelebriert und bieten einen Vorteil in der Schaffung von Kunst. Das hohe künstlerische Potential von Menschen, die psychische Extremerfahrungen gemacht haben, wird gewürdigt und in Ausstellungen der Öffentlichkeit gezeigt. Das Living Museum dreht den vorherrschenden Integrationsgedanken um: nicht die psychisch Kranken sollen sich in die Gesellschaft reintegrieren, sondern die Gesellschaft soll sich im Living Museum integrieren und von dort aus heil werden. Das Living Museum Konzept bietet  Wege zur Heilung, hohe Lebensqualität, ist kosteneffizient und benötigt wenig Betreuungspersonal.

## Abgrenzung zur Kunsttherapie
Kunsttherapie ist eine Therapieform, welche sich künstlerischer Materialien und Methoden bedient und auf unterschiedlichen Ansätzen basiert. Im Living Museum wird die Kunst von Menschen, die psychische Extremerfahrungen gemacht haben, gefördert und in internationalen Ausstellungen gezeigt. Alle zehn Prinzipien des Recovery-Gedanken kommen an diesem Ort zum Tragen.

## Verbreitung
Das Ateliers-Living Museum in Wil, Schweiz ist das zweite existierende Living Museum (Gründung 2004); danach folgten die Living Museums in Bennebroeg (Niederlande) (2008), in Yongin (Korea) (2016), in Lyss (Schweiz) (2017), in Tbilissi (Georgien) und in Indonesien (2018). Weitere Living Museums in der Schweiz wie das Living Atelier Olten und das Living Museum Zürich sind im Aufbau, ebenso wie in Holland, Spanien und Österreich. Mit dem Living Museum Alb wurde 2020 das erste Living Museum Deutschlands begründet.

## Ausstellungen
- Wieviel Geschichte trägt ein Mensch? Gutsbetrieb 2012[8]
- 1. Internationales Kunsttherapie-Symposium 2014[9]
- Irritationen, Altstadt Wil, 2015[10]
- Selfies and Dronies, Eventhalle Klinik Wil 2016[11]
- TransUtopia, Gutshof und Eventhalle 2017[12]
- Artwil: Konsumkritik, 2018[13]
- Herzgespinste: Stadtgalerie Balière Frauenfeld, 2018[14]
- Living Museum Retrospektive: FH. St. Gallen, 2018[15]
- 1. Nationaler Patientenkongress, Bern 2018[16]

## Assoziierte Organisationen
- Psychiatrie St. Gallen Nord. CH
- Heimstätten Wil, CH
- Pro Mente Sana, ZH, CH
- The Living Museum New York, USA
- The Living Museum Zürich, CH
- The Living Museum Bennebroeg, NL
- The Living Museum Lyss, CH
- The Living Museum Vienna, A
- The Living Museum Yogin, K
- Living Museum Alb, DEU